# B-sidor 95-00
B-sidor 95-00 to dwupłytowy zbiór singli zespołu Kent wydanych w latach 1995-2000. Premiera B-sidor 95-00 miała miejsce w 2000 r.
Na płytach znalazły się dwa nowe utwory (Chans i Spökstad) oraz nowe wersje Rödljus i En helt ny karriär.

## Lista utworów

### Płyta 1
1. Chans (5:21)
2. Spökstad (4:41)
3. Längtan skala 3:1 (6:51)
4. Om gyllene år (2:39) (En himmelsk drog)
5. Noll (4:28) (En himmelsk drog)
6. Önskar att någon... (3:56) (Musik non stop)
7. Bas riff (3:39) (Musik non stop)
8. Din skugga (4:04) (747)
9. Elever (4:45) (747)
10. Längesen vi sågs (4:29) (Saker man ser)
11. December (3:46) (Saker man ser)
12. Utan dina andetag (4:23) (Om du var här)
13. På nära håll (3:19) (Om du var här)

### Płyta 2
1. Livrädd med stil (3:03) (Gravitation)
2. Verkligen (5:30) (Gravitation)
3. Gummiband (4:46) (Halka)
4. Att presentera ett svin (4:27) (Halka)
5. En helt ny karriär (4:08) (Kräm)
6. Rödljus (3:40) (Kräm)
7. Pojken med hålet i handen (Hotbilds version) (4:11) (jag vill inte vara rädd)
8. Kallt kaffe (3:26) (Frank)
9. Den osynlige mannen (Kazoos version) (2:38) (Som vatten)
10. Slutsats (2:48) (När det blåser på månen)
11. Rödljus II (4:34)
12. En helt ny karriär II (5:27)